# Eurypterna cremieri
Eurypterna cremieri är en stekelart som först beskrevs av Romand 1838.  Eurypterna cremieri ingår i släktet Eurypterna och familjen brokparasitsteklar. Arten är reproducerande i Sverige. Inga underarter finns listade i Catalogue of Life.